# Pkgsrc
NetBSD Packages Collection (pkgsrc) — система управления пакетами, позволяющая устанавливать, обновлять и удалять программное обеспечение посредством одной команды.
После сборки программного обеспечения, управление им осуществляется с помощью команд pkg_*, что очень упрощает жизнь и работу. pkgsrc происходит из системы портов FreeBSD и первоначально поддерживала только NetBSD, но в настоящий момент возможна работа со следующими системами:
- AIX
- BSD/OS
- Darwin (Mac OS X)
- DragonFly BSD (в настоящее время использует dports)
- FreeBSD
- Linux
- IRIX
- Microsoft Windows, через Interix
- Minix
- NetBSD
- OpenBSD
- Solaris
- Tru64 UNIX (Digital UNIX, OSF/1)
- UnixWare 7 (в очень ранней стадии)
- QNX 6 (в ранней стадии)
- Haiku - сайт проекта hpkgsrc

Package — Набор файлов и инструкций для сборки, используя pkgsrc. Пакеты традиционно хранятся в каталоге /usr/pkgsrc.
NetBSD package system — Это прежнее название «pkgsrc». Является частью операционной системы NetBSD, но может работать и на не-NetBSD системах. Обслуживает компиляцию, установку и удаление пакетов.
Distfile — Этот термин описывает файл или файлы, которые предоставляются автором программного обеспечения. Все изменения, которые необходимо сделать для установки на NetBSD, описываются в соответствующем пакете. Обычно distfile находится в виде архива tar, хотя возможны и другие типы. Distfiles обычно хранятся в каталоге /usr/pkgsrc/distfiles.
Port — Это термин, используемый пользователями FreeBSD и OpenBSD для обозначения пакета. В терминологии NetBSD, «port» означает другую архитектуру — см. портирование программного обеспечения.
Precompiled/binary package — обозначает бинарный файл, собранный из pkgsrc и представляющий собой один архив tar+gzip, который может быть установлен на машину данной архитектуры без компиляции. Пакеты обычно создаются в /usr/pkgsrc/packages, так же их можно скачать с ftp.NetBSD.org. Иногда этот термин заменяют термином «package», особенно в смысле прекомпиленного пакета.
Program — Устанавливаемая часть программного обеспечения, которая будет собрана из distfile, в соответствии с правилами, определенными в пакете.